# Aitana Castaño
Aitana Castaño Díaz (Langreo, 1980) es una periodista y escritora española.

## Trayectoria
Se licenció en periodismo por la Universidad Complutense de Madrid. Trabajó como redactora en los diarios La Nueva España y La Voz de Asturias, además de colaborar en  A7, Asturias 24. Es la responsable editorial del periódico La Cuenca del Nalón. En el año 2011 entró a trabajar en TPA Noticias de Radiotelevisión del Principado de Asturias (RTPA), también participa en el programa de radio «La Radio es Mía» de RPA . y desde el año 2023 colabora, junto con el también periodista Nacho Carretero en la sección Comando Norte del programa Hoy por hoy de la Cadena Ser, dirigido por Ángels Barceló. También escribió artículos sobre minería, la cuencas mineras y el movimiento obrero para varias revistas y publicaciones como el Diario Público o Eldiario.es. En noviembre de 2024 se incorporó como Directora de Contenidos y Proyectos Audiovisuales a la agencia de comunicación rural Melodijopérez.
Como escritora, publicó con el ilustrador Alfonso Zapico las obras con temática minera Los niños de humo (2018), Carboneras (2020) y Rastros de ceniza (2022). En 2021, fue una de las autoras de la antología «Conciencia de clase (vol. II) Historias de las comisiones obreras» junto a otros autores como Daniel Bernabé, Nativel Preciado, José Manuel Fernández, Jordi Amat, Martí Domínguez, Marta Sanz, Andy Robison, Ana Iris Simón, Luisgé Martín, Olga Rodríguez o Ana Pardo de Vera.
En junio de 2021, creó junto a Marta Pérez el podcast mensual ‘Dalle Mio Nena’ en el que entrevistan a mujeres del medio rural, que con su primer programa entró en el Top 100 de podcast en español de la plataforma Spotify.
Fue miembro de la Plataforma de Mujeres Periodistas de Asturias y de la Plataforma ‘#Lasperiodistasparamos, creada en marzo de 2018 con motivo de la huelga general de ese 8 de marzo. Es hija de Juan Ignacio Castaño, un militante histórico del Partido Comunista de España en Asturias .y de Flora Díaz Borbolla, activista del movimiento asociativo, solidario y feminista de las cuencas mineras. 

## Reconocimientos
En 2008, fue mención especial en el V Concurso Manuel Nevado Madrid de microrrelatos mineros organizado por la Fundación Juan Muñiz Zapico. En enero de 2021, su libro Carboneras fue nombrado el libro del mes por el Museo de la Siderurgia y la Minería de Castilla y León. Ese mismo año, Castaño fue reconocida con el “Premio 8 de Marzo” otorgado por el Consejo Comarcal de Mujeres de la Comarca de la Sidra.
En 2022, el podcast ‘Dalle Mio Nena’ que copresenta, recibió el segundo premio nacional en la categoría de comunicación en los Premios de excelencia a la innovación para mujeres rurales del Ministerio de Agricultura. Ese mismo año, Castaño fue la pregonera de las fiestas de Sama.
En 2023, Castaño fue reconocida con el Premio Pasionaria, creado en honor a Dolores Ibárruri y que es otorgado anualmente por el Área de la Mujer de Izquierda Unida Gijón para premiar a las personas y colectivos destacados por su compromiso con la igualdad.

## Obra
- 2018, «Los niños de humo», editorial Pez de Plata, ISBN  9788494917714
- 2020, «Carboneras», editorial Pez de Plata, ISBN  9788412078480
- 2021, «Conciencia de clase (volumen II), Historias de las comisiones obreras», VV.AA. ISBN 978-84-1352-226-5
- 2021, «Coses nuestres» ISBN  9788409348732
- 2022, «Rastros de ceniza», editorial Pez de Plata, ISBN  9788412508345